# Линдал, Томас
Томас Роберт Ли́ндал (швед. Tomas Robert Lindahl, род. 28 января 1938, Стокгольм) — шведско-британский учёный-биохимик, исследователь раковых заболеваний. В 2015 году он разделил Нобелевскую премию по химии вместе с Азизом Санджаром и Полом Модричем с формулировкой «за исследование механизмов восстановления ДНК».
Член Лондонского королевского общества (1988), иностранный член Национальной академии наук США (2018).

## Биография
В 1964—1967 годах в аспирантуре в Принстонском университете (PhD, 1967). В 1967—1969 годах в постдокторантуре в Рокфеллеровском университете в Нью-Йорке. В 1969—1977 годах в Каролинском институте в Стокгольме (получил диплом врача в 1971 году, затем научный сотрудник). В 1977—1981 годах — на кафедре медицинской биохимии Гётеборгского университета. 
С 1981 года — научный сотрудник Имперского фонда онкологических исследований в Лондоне. После выхода на пенсию в 2009 году возглавил лабораторию этого фонда в Хартфордшире. Натурализованный гражданин Великобритании.
Жена — биохимик Элис Адамс (англ. Alice Adams), соавтор ряда публикаций Т. Линдала.

## Награды
- Золотая медаль Его Величества Короля 12-го размера на ленте цветов ордена Серафимов (sGM12mserafb) (2007)
- Медаль Копли (2010)
- Нобелевская премия по химии (2015)

## Общественная деятельность
В 2016 году подписал письмо с призывом к Greenpeace, Организации Объединенных Наций и правительствам всего мира прекратить борьбу с генетически модифицированными организмами (ГМО) .